# Elīna Vītola
Elīna Ieva Vītola (Sigulda, 14 de mayo de 2000) es una deportista letona que compite en luge en la modalidad individual.
Ganó dos medallas de bronce en el Campeonato Mundial de Luge de 2024 y cuatro medallas en el Campeonato Europeo de Luge, en los años 2022 y 2023.

## Palmarés internacional
| Campeonato Mundial | Campeonato Mundial   | Campeonato Mundial | Campeonato Mundial     |
| Año                | Lugar                | Medalla            | Prueba                 |
| ------------------ | -------------------- | ------------------ | ---------------------- |
| 2024               | Altenberg (Alemania) | Medalla de bronce  | Individual (velocidad) |
| 2024               | Altenberg (Alemania) | Medalla de bronce  | Equipo                 |
| Campeonato Europeo |                      |                    |                        |
| Año                | Lugar                | Medalla            | Prueba                 |
| 2022               | St. Moritz (Suiza)   | Medalla de oro     | Equipo                 |
| 2022               | St. Moritz (Suiza)   | Medalla de bronce  | Individual             |
| 2023               | Sigulda (Letonia)    | Medalla de oro     | Equipo                 |
| 2023               | Sigulda (Letonia)    | Medalla de bronce  | Individual             |